# 二磽礁
二磽礁，為台灣澎湖縣白沙鄉的一個島嶼，面積約0.0009平方公里。島嶼位置在目斗嶼北方，大磽嶼西南方，為澎湖群島第二北方的島嶼。惟其為一沉水岩礁，依《聯合國海洋法公約》針對島嶼的定義，應不被列入澎湖之90座島嶼之中。
二磽礁附近海域，為澎湖六天險「一磽、二吼、三西流、四鵝鼻頭、五潭門、六東吉」中，排名第一危險的急流海域，常發生船隻觸礁擱淺事件，最近一次發生在2012年2月19日擱淺的泰國籍貨輪（OBERON）歐倍隆。近年來於此島增設導航標誌燈，以確保船隻安全。